# تحورات السيقان الهوائية

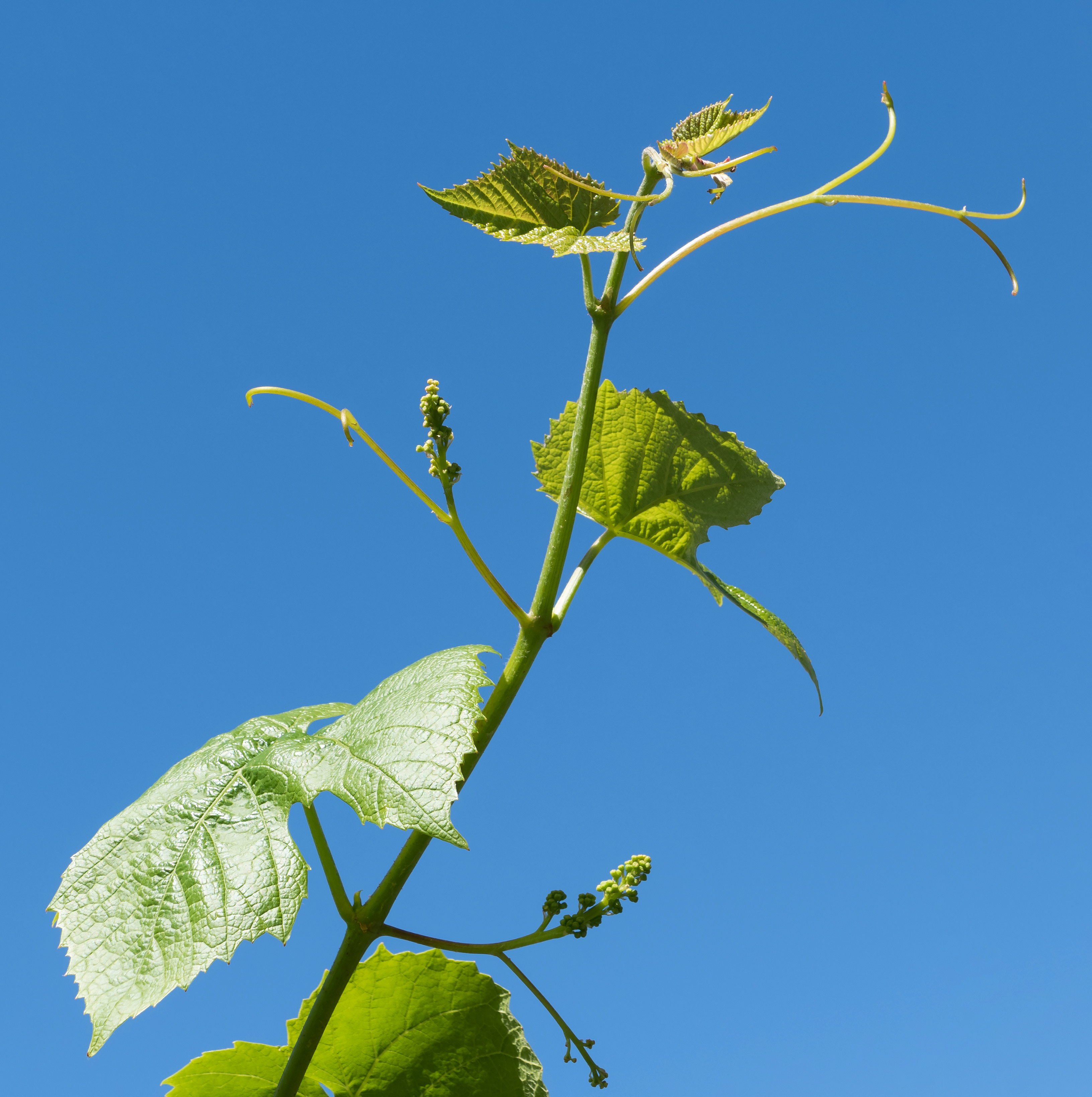

تحورات السيقان الهوائية هي تحورات تطرأ على السيقان الهوائية والبراعم الخضرية والبراعم الزهرية للنباتات التي تؤدي وظائف مثل التسلق والحماية وتخليق الإكثار الخضري الغذائي وما إلى ذلك، حيث يظهر الجزء الفرعي أو الطرفي طبيعة الساق الخاصة بها.

## نظرة عامة
تخضع السيقان الهوائية والبراعم الخضرية والبراعم الزهرية الخاصة بالنباتات التي تنمو في أوضاع مختلفة لتحورات تمكّنها من القيام بوظائف خاصة. ويطلق على تلك التحورات «تحورات السيقان الهوائية». وتشمل هذه التحورات الحوالق والأشواك والخطافات والسيقان الورقية متعددة السلاميات والسيقان الدرنية والبصيلات.

## الحوالق
تقوم بعض النباتات ضعيفة الساق بتكوين أجزاء نحيلة وملفوفة وحساسة ورقيقة تمكنها من التسلق. وتسمى تلك الأجزاء الحوالق. وقد تنمو تلك الأجزاء إما من البرعم الفرعي أو البرعم الطرفي للساق. ففي زهرة الآلام, تنمو الحوالق من البرعم الفرعي. وفي نبات عنب السهوب وكذلك في الكرمة النبيذية، ينمو البرعم الطرفي في الحوالق.

## الأشواك
هي هياكل ثابتة وخشبية وحادة مخصصة لأغراض الحماية. وتكون تلك الأشواك مزودة بـ نسيج وعائي, الذي قد ينمو من البرعم الفرعي أو البرعم الطرفي. ويمكن لتلك الأشواك التحكم في عملية النتح من خلال تقليل النمو الخضري للنبات.
وفي نباتات الجهنمية والرمان والدورنتا، ينمو البرعم الفرعي في الأشواك. في نبات الدورنتا, تظهر الأشواك وعليها أوراق وأزهار. وفي الرمان, تظهر الأشواك حاملةً الأوراق والفروع. وفي نبات كاريسا كراندس، يكوّن البرعم الطرفي زوجًا من الأشواك، فتكفل تلك الأشواك الحماية للنبات.

## البصيلات
عندما يصبح البرعم الفرعي لحميًا ويأخذ الشكل المدور نتيجة قيامه بتخزين المواد الغذائية، فإنه يطلق عليه بصيلة. وعندها، تنفصل البصيلة عن النبات وتسقط على الأرض وتنمو لتصبح نباتًا جديدًا كما في نبات البطاطا الحلوة.

## السيقان الورقية
هي فروع خضراء محدودة النمو (عادةً ما يصل طولها إلى سلامية واحدة) تقوم بمهام عملية التمثيل الضوئي، وتنخفض الأوراق الحقيقية لتصل إلى الحراشف أو الأشواك كما في نبات الهليون.